# Discomyza
Discomyza Meigen, 1830 è un genere di insetti della famiglia Ephydridae (Diptera: Schizophora), comprendente poco più di una decina di specie.

## Descrizione
Gli adulti sono moscerini di dimensioni medio-piccole, con corpo lungo da 2 a poco più di 4 mm. La livrea è di colore scuro, in gran parte più o meno lucente.
Il capo ha fronte e faccia ampie e generalmente glabre e lucenti. La fronte ha un profilo rettangolare, più larga che lunga e il vertice è bruscamente angolato. La faccia non è carenata e si presenta grinzosa, per la presenza di rughe trasversali piuttosto profonde. Le antenne sono inserite nella parte superiore del capo, entro il terzo dorsale e portano un'arista pettinata, provvista di 5-11 raggi dorsali. La chetotassi del capo è così caratterizzata:
- setole fronto-orbitali: setole interfrontali assenti, presenti tre periorbitali; le due anteriori sono piccole e proclinate, la posteriore è invece ben sviluppata e reclinata;
- setole ocellari ben sviluppate generalmente proclinate e leggermente divergenti;
- setole verticali ben sviluppate, le interne leggermente più lunghe delle esterne;
- setole pseudopostocellari deboli, divergenti e leggermente proclinate;
- setole facciali 4 o 5 per lato, di moderato sviluppo, allineate in due serie laterali approssimativamente verticali e ben distanziate dalle parafacce; le setole sono inclinate verso l'interno e leggermente incurvate verso l'alto.

Il torace è nero, con superficie granulosa o microtomentosa negli scleriti dorsali e glabra e lucente negli scleriti ventrali e laterali. Lo scutello ha una forma subtrapezoidale, con profilo smussato nel margine posterolaterale. La chetotassi si discosta, in alcuni elementi, dalle condizioni ricorrenti nella generalità dei Discomyzini. Le setole acrosticali prescutellari sono assenti e la sopralare presuturale è poco sviluppata e quella postsuturale è fortemente ridotta o del tutto assente. Presente e ben sviluppata, invece, è la postalare. Lo scutello è ricoperto da una pubescenza sparsa nell'area centrale ed è provvisto ai margini di due paia di scutellari, quelle anteriori più brevi delle distali. Presenti, infine, due setole nel notopleuron, due presso il margine posteriore dell'anepisterno e una sul katepisterno.
Le ali sono ialine e leggermente offuscate, a volte con una pigmentazione locale più marcata in alcuni punti, in particolare in corrispondenza della vena medio-cubitale discale. La venatura riassume le caratteristiche ricorrenti nella generalità della famiglia. Elementi diagnostici ricorrenti nel genere sono i seguenti:
- costa estesa fino alla terminazione della media (carattere ricorrente in tutte le Discomyzinae);
- presenza di 2-4 setole dorsali alla base della radio;
- ramo R2+3 lungo, privo di monconi e terminante normalmente nel margine costale;
- vena trasversa medio-cubitale discale (dm-cu) diritta.

| Schema della nervatura alare Fratture costali: hb: frattura omerale; sb: frattura subcostale. Nervature longitudinali: C: costa; Sc: subcosta; R: radio; M: media; Cu: cubito; A: anale. Nervature trasversali: h: omerale; r-m: radio-mediale; dm-cu: medio-cubitale discale. Cellule: br: 1ª basale; bm+dm: 2ª basale fusa con la discale. |

L'addome è più o meno lucente e diffusamente tomentoso, di colore nerastro. I maschi hanno il quinto tergite più lucente rispetto ai quattro basali e provvisto di setole lungo il margine posteriore. Epandrio ben sviluppato, conformato a U e delimitante una cavità cercale ampia superiormente e stretta inferiormente. Ipandrio a forma di ciottola, edeago di forma tubulare, lungo e largo alla base.

## Biologia
Il genere Discomyza è associato ai Gasteropodi terrestri o marini per il regime dietetico malacofago riscontrato nelle larve, sebbene tale comportamento sia stato accertato solo in cinque specie. La malacofagia è inoltre un comportamento raro, nell'ambito degli Efidridi, essendo presente, oltre a Discomyza, nel genere monotipico Platygymnopa. Le conoscenze in merito a tale rapporto trofico sono limitate, ma le più remote risalgono al XIX secolo grazie a Bergenstamm (1864), che segnalò la presenza di larve di Discomyza incurva in materiale in decomposizione all'interno di un guscio di Helix pomatia. Lo sviluppo di larve di Discomyza in resti di chiocciole in decomposizione è riportato anche da Mathis & Zatwarnicki (1998) nel Manual of Palaearctic Diptera, ma in questo contesto si limitano a citare Bergmenstann.
Ancora Mathis & Zatwarnicki (2005) trattano l'argomento in modo più approfondito e documentano la ricorrenza della malacofagia, più o meno obbligata, per altre quattro specie:
- D. u-signata su Rabdotus alternatus (terrestre);
- D. maculipennis e D. similis su Achatina (terrestri) e trochidi (marini);
- D. eritrea su Trochus (marini).

Non è noto il livello di specializzazione della relazione trofica e altresì non è nota l'eventuale base filogenetica di questo comportamento. Va inoltre precisato che le larve di questi efidridi sono state ritrovate per lo più su resti di chiocciole in decomposizione e, talvolta, di altri invertebrati e ciò lascia presupporre che la malacofagia si possa identificare nella specializzazione di una primitiva necrofagia.

## Sistematica
Il genere comprenderebbe circa dieci specie o poco più. Mathis & Zatwarnicki (2005) registrano l'esistenza di nove specie conosciute, sulla base del catalogo mondiale da loro pubblicato nel 1995. A queste si aggiunge una decima specie, classificata dagli stessi autori nel 2007. Il BioSystematic Database of World Diptera (BDWD) riporta tuttavia 13 specie con nome valido:
- Discomyza africana Cresson, 1939
- Discomyza baechlii Zatwarnicki & Mathis, 2007
- Discomyza cederholmi Canzoneri & Rampini, 1996
- Discomyza dolichocerus Cresson, 1944
- Discomyza eritrea Cresson, 1935
- Discomyza incurva (Fallén, 1823) (=Psilopa incurva Fallén, 1823, D. italica Séguy, 1929)
- Discomyza intermedia Canzoneri & Meneghini, 1969
- Discomyza maculipennis (Wiedemann, 1824) (=D. amabilis Kertész, 1901, D. balioptera Loew, 1862, D. obscurata Walker, 1860, D. pelagica Frauenfeld, 1867)
- Discomyza maritima Krivosheina, 1987
- Discomyza obscuricornis Canzoneri & Rampini, 1996
- Discomyza similis Lamb, 1912
- Discomyza u-signata Cresson, 1926
- Discomyza vorticis Becker, 1903

Nell'insieme dei nomi registrati nel BDWD sono comprese anche due specie afrotropicali classificate da Canzoneri & Rampini nel 1996, ovvero un anno dopo la pubblicazione del catalogo mondiale di Mathis & Zatwarnicki. È indubbio, perciò, che nel computo Discomyza di Mathis & Zatwarnicki non siano mai state considerate le due specie classificate da Canzoneri & Meneghini (1996), mentre va verificata quale delle tredici specie, oltre a D. baechlii, D. cederholmi e D. obscuricornis, manchi nel catalogo mondiale del 1995.

## Distribuzione e habitat
La presenza su resti di molluschi alternativamente terrestri o marini è un indice della variabilità degli habitat a cui sono associate le Discomyza. L'associazione con chiocciole marine del genere Trochus è tipica di habitat costieri della zona intertidale, ma l'associazione con gasteropodi prettamente terrestri estende gli areali delle Discomyza a regioni più o meno interne dell'entroterra. Basti pensare che la specie più recente, D. baechlii è stata rinvenuta in stazioni montane della Svizzera e dell'Austria fra 1300 e 1670 metri di altitudine.
Il genere è rappresentato prevalentemente nelle regioni tropicali dell'Africa e dell'Asia, con espansione fino al continente americano, alle regioni temperate del vecchio continente e alle regioni tropicali dell'Australasia. Due sono le specie con più ampia diffusione: D. maculipennis e D. incurva. La prima ha il suo nucleo di origine nella regione orientale e da qui si è diffusa nell'Australasia, nel Neotropico e in stazioni meridionali del Neartico. La seconda ha il suo nucleo di origine nel Paleartico occidentale (Europa, Nordafrica) ma è segnalata anche nella regione afrotropicale (Senegal), in Asia (Medio Oriente, Caucaso e Giappone) e, dal 2006, anche nel Nordamerica (Ontario). La diffusione secondaria di queste due specie si deve ad introduzioni accidentali attraverso gli scambi commerciali, presumibilmente con spedizioni contenenti molluschi morti.
Le altre specie hanno areali più circoscritti, che si limitano ad una singola ecozona. La maggior parte delle specie sono endemiche della regione afrotropicale (D. africana, D. cederholmi, D. dolichocerus, D. eritrea, D. intermedia, D. obscuricornis). D. baechlii e D. vorticis sono esclusive del Paleartico occidentale: la prima è segnalata solo nella regione alpina europea, la seconda in Egitto e Israele. D. maritima, specie anch'essa paleartica, è invece presente nella Russia asiatica. D. u-signata, infine, è la sola specie di Discomyza autoctona ed endemica del continente americano.
In Italia è presente solo la specie D. incurva, segnalata in tutto il territorio nazionale ad eccezione della Sardegna.